# Renfrew—Nipissing—Pembroke (circonscription provinciale)
Circonscription électorale provinciale du Canada
Renfrew—Nipissing—Pembroke est une circonscription provinciale de l'Ontario représentée à l'Assemblée législative de l'Ontario depuis 1999.

## Géographie
La circonscription longe la rivière des Outaouais au nord-est d'Ottawa, englobant le comté de Renfrew ainsi qu'une partie du district territorial de Nipissing. Les villes principales sont Petawawa, Pembroke, Renfrew et Arnprior.
Les circonscriptions limitrophes sont Nipissing, Haliburton—Kawartha Lakes—Brock, Hastings—Lennox and Addington, Lanark—Frontenac—Kingston et Kanata—Carleton.

## Historique
| Législature                | Années        | Député        | Député           | Parti                     |
| -------------------------- | ------------- | ------------- | ---------------- | ------------------------- |
| Renfrew—Nipissing—Pembroke |               |               |                  |                           |
| 37e                        | 1999-2003     |               | Sean Conway (en) | Libéral                   |
| 38e                        | 2003-2007     |               | John Yakabuski   | Progressiste-conservateur |
| 39e                        | 2007-2011     |               | John Yakabuski   | Progressiste-conservateur |
| 40e                        | 2011-2014     |               | John Yakabuski   | Progressiste-conservateur |
| 41e                        | 2014-2018     |               | John Yakabuski   | Progressiste-conservateur |
| 42e                        | 2018-2022     |               | John Yakabuski   | Progressiste-conservateur |
| 43e                        | 2022–2025     |               | John Yakabuski   | Progressiste-conservateur |
| 44e                        | 2025-en cours | Billy Denault |                  | Progressiste-conservateur |

## Circonscription fédérale
Depuis les élections provinciales ontariennes du 4 octobre 2007, l'ensemble des circonscriptions provinciales et des circonscriptions fédérales sont identiques.